# Phil Morris
Phillip „Phil” Morris (ur. 4 kwietnia 1959 w Iowa City) – amerykański aktor telewizyjny i filmowy, występował w roli Jackiego Chilesa w serialu Kroniki Seinfelda i jako John Jones w serialu Tajemnice Smallville.

## Życiorys

### Wczesne życie
Urodził się w Iowa City w stanie Iowa jako syn Leony Alvadeen (z domu Keyes; 1935–2016) i aktora Grega Morrisa (1933-1996). Dorastał wraz z siostrami – starszą Ioną Marie (ur. 23 maja 1957) i młodszą Lindą. Był studentem i nauczycielem chińskich sztuk walki Wing Chun pod Sifu Hawkins Cheung.

### Kariera
Po raz pierwszy trafił na szklany ekran w jednym z odcinków serialu NBC Star Trek (1966). Na ekranie kinowym debiutował w niewielkiej roli Trainee Fostera w filmie Star Trek III: W poszukiwaniu Spocka (1984) u boku Williama Shatnera i Leonarda Nimoya. Gościnnie wystąpił w serialach: Babilon 5, Star Trek: Stacja kosmiczna i Star Trek: Voyager.
W operze mydlanej CBS Żar młodości (1986) wcielił się w postać studenta prawa (później adwokata) Tyrone’a Jacksona. W serialu NBC Kroniki Seinfelda (1995-98) zagrał postać Jackiego Chilesa. Za rolę Delroya Jonesa w sitcomie TV One Love That Girl! (2010-2014) był dwukrotnie nominowany do nagrody NAACP Image Awards (2011–2012). Użyczył głosu Jonahowi Heksowi w serialu animowanym Batman: Odważni i bezwzględni (2009).
24 września 1983 ożenił się z Carlą Gittelson, z którą ma syna Jordana i córkę Rachel.

## Filmografia

### Filmy
- 1984: Star Trek III: W poszukiwaniu Spocka jako Trainee Foster
- 1987: Świąteczna gorączka jako Gale Force
- 1997: Fakty i akty jako pilot
- 2001: Atlantyda. Zaginiony ląd jako dr Joshua Strongbear Sweet (głos)
- 2003: Atlantyda. Powrót Milo jako dr Joshua Strongbear Sweet (głos)
- 2007: Ultrapies jako Supershep (głos)
- 2008: Poznaj moich Spartan jako komunikator
- 2008: Liga Sprawiedliwych: Nowa granica jako King Faraday (głos)
- 2008: Dead Space: Downfall jako Hansen, Glenn (głos)
- 2012: Liga Sprawiedliwych: Zagłada jako Vandal Savage (głos)
- 2015: Scooby Doo i Czarny Rycerz (TV) jako Adam (głos)
- 2016: Scooby-Doo! i WWE: Potworny wyścig jako Walter Qualls (głos)
- 2017: Pierwsza gwiazdka jako Baltazar, Miller (głos)

### Seriale TV
- 1966: Star Trek: Seria oryginalna jako chłopak
- 1985: Webster jako Calvin
- 1986: Nieustraszony jako porucznik Peraty
- 1986: Żar młodości jako Tyrone Jackson
- 1988: Zdrówko jako Exterminator
- 1988–90: Mission: Impossible jako Grant Collier
- 1993: Napisała: Morderstwo jako David Salt
- 1993: Bajer z Bel-Air jako prof. Scott Burton
- 1993, 1995–98: Kroniki Seinfelda jako rzecznik David Dinkins, Jackie Chiles
- 1995–97: Diagnoza morderstwo jako Roger Nelson, Jim Kesler
- 1996: Babilon 5 jako Bill Trainor
- 1996–97: Melrose Place jako Walter
- 1996–97: Star Trek: Stacja kosmiczna jako Thopok, klan Rematy
- 1997, 2005: JAG: Wojskowe Biuro Śledcze jako kpt. Koonan, kpt. Max Engler
- 1999: Zwariowana rodzinka jako Joe Scott
- 1999: Beverly Hills, 90210 jako detektyw Hayes
- 1999: Star Trek: Voyager jako porucznik John Kelly
- 1999-2001: Blokersi jako Thurgood Stubbs (głos)
- 2000–2001: Faceci w czerni - głosy
- 2001: Misja w czasie jako pułkownik Beekman
- 2001: Przyjaciółki jako dr Clay Spencer
- 2002–2003: Liga Sprawiedliwych jako Vandal Savage, Generał, żołnierz (głos)
- 2003–2007: Kim Kolwiek jako porucznik Franklin, Falsetto Jones, Jake (głosy)
- 2004: Byle do przodu jako dr Holden
- 2004: Pięcioraczki jako Mark
- 2004-2007: Danny Phantom jako Damon Gray, spostrzegawczy #2 (głos)
- 2005: Will & Grace jako dr Norman
- 2006: Agenci NCIS jako kpt. Martino
- 2006: Loonatics Unleashed - głosy
- 2006–2007: Amerykański smok Jake Long jako pułkownik Hank Carter (głos)
- 2006–2010: Tajemnice Smallville jako John Jones
- 2007: CSI: Kryminalne zagadki Miami jako Peter Ashford
- 2008: Zagroda według Otisa jako dzieciak Bessy (głos)
- 2008: Wolverine and the X-Men jako Randy (głos)
- 2008–09: Terminator: Kroniki Sary Connor jako Miles Dyson
- 2008-2010: Tajemniczy Sobotowie jako Doc Saturday, dr Odele, Wyatt, Doc Monday (głos)
- 2009: Batman: Odważni i bezwzględni jako Jonah Hex, Fox (głos)
- 2011: Rozpalić Cleveland jako Lou
- 2011–2013: Taniec rządzi jako dr Curtis Blue
- 2012–2013: Zielona Latarnia jako Saint Walker (głos)
- 2012–2013: Mega Spider-Man jako Max Fury / Scorpio (głos)
- 2013: Jej Wysokość Zosia jako Plank (głos)
- 2014–16: Dzidzitata jako szeryf Dobbs
- 2015: Dziewczyna poznaje świat jako agent LaChance
- 2015-2016: Kirby Buckets jako Bob Bruchow
- 2016: Wyluzuj, Scooby Doo! jako Ed Johnson, kpt. Anderson (głos)
- 2016: Czarno to widzę jako Frank Duckworth
- 2016: Czysty geniusz jako sierżant Ryan
- 2016: Pełniejsza chata jako Dave
- 2017: Bezmocni jako gwiazda naukowiec
- 2017: Agenci NCIS: Los Angeles jako Colton Leach
- 2018: Młody Sheldon jako jeden (głos)
- 2018: Angie Tribeca jako Samuel Hagar
- 2018: Craig znad Potoku jako Earl Williams (głos)
- 2018: 9JKL jako dr Starnes
- 2019-: Doom Patrol jako Silas Stone